# Vladimir Lebedev
Vladimir Lebedev, född den 23 april 1984 i Tasjkent, Uzbekiska SSR, Sovjetunionen, är en rysk freestyleåkare.
Han tog OS-brons i herrarnas hopp i samband med de olympiska freestyletävlingarna 2006 i Turin.